# دینو زوکی
دینو زوکی (ایتالیایی: Dino Zucchi; ۵ دسامبر ۱۹۲۷ – ۱۱ اکتبر ۲۰۱۱) بازیکن بسکتبال اهل ایتالیا بود. وی در بازی‌های المپیک تابستانی ۱۹۵۲ شرکت کرده‌است.